# Richard Wernick
Pour les articles homonymes, voir Wernick.
Richard Wernick, né le 16 janvier 1934 à Boston (Massachusetts) et mort le 25 avril 2025, est un compositeur américain. Il est surtout connu pour sa musique de chambre et ses œuvres vocales. Sa composition Visions de Terreur et Merveille a remporté le Prix Pulitzer de musique en 1977.

## Biographie
Richard Wernick a commencé ses études de piano à l'âge de 11 ans. Son professeur de théorie musicale à l'école secondaire, impressionné par  ses capacités le présente à Irving Fine  qui était alors professeur de composition à l'Université  Harvard.  Wernick a terminé ses études de premier cycle avec Fines à l'Université Brandeis. Pendant son séjour à Brandeis, Wernick a également étudié avec Harold Shapero, Arthur Berger, et Leonard Bernstein. Ses études à Tanglewood inclurent la composition avec Ernst Toch, Aaron Copland, et Boris Blacher et l’analyse avec Leonard Bernstein et Seymour Lipkin. Wernick a également étudié au  Mills College avec Leon Kirchner. 
Au cours des années 1950 et au début des années 1960, Wernick a travaillé pour le théâtre, le cinéma (notamment le court métrage  ‘’un bol de cerises’’), la télévision, et comme  compositeur de  musique pour des spectacles de danse.  
Wernick a passé une grande partie de sa carrière en tant que  professeur de composition, enseignant à 'SUNY Buffalo (1964-1965) et  à l'Université de Chicago (1965 à 1968). Cependant, c’est à l'Université de Pennsylvanie, qu’il est resté le plus longtemps  de 1968 à 1996.  Melinda Wagner est l’une de ses élèves.
David Patrick Stearns du Philadelphia Inquirer considère que  lorsque Wernick était  à l'Université de Pennsylvanie, en particulier pendant les années 1970,  ses compositions représentent l’apogée de son influence sur la composition dans le cadre du  "triumvirat" de l'Université constitué de Wernick, George Crumb, et George Rochberg. 
En 1983, Riccardo Muti choisit Wernick  comme  consultant pour la nouvelle musique (New Music) pour  l'Orchestre de Philadelphie. Son rôle était d'aider Muti à identifier de nouvelles œuvres pour le répertoire de l'Orchestre, en particulier parmi les compositeurs américains.  Il a occupé ce poste jusqu'en 1989, puis est devenu conseiller spécial du directeur musical ; Il est resté  dans ces fonctions jusqu'à la fin du mandat de Muti avec l'Orchestre de Philadelphie en 1993. 
Wernick a remporté le prix Pulitzer de musique pour sa composition  ‘’Visions de Terreur et Merveille’’ en 1977 . Il a remporté  les Friedheim Awards au Kennedy Center en 1986 pour son concerto pour violon (première place, à égalité avec Bernard Rands), en 1991 (première place, pour  le quatuor à cordes n ° 4), et 1992 (deuxième place, pour le concerto pour piano). Il a également reçu des prix des fondations Ford, Guggenheim et Naumburg,

## Style
Son style tend à toucher un public d’amateurs semi-éclairés ; les critiques ont parfois qualifié son style d’accessible, bien que moderniste, surtout en comparaison avec les compositeurs plus strictement sériels du XXe siècle.  
Son style fait référence à l'harmonie tonale, mais est généralement basé sur des cellules fixes d'intervalles. Il utilise parfois des séquences de douze tons, mais cette technique n’est pas nécessairement une caractéristique déterminante de sa production. Wernick utilise également des techniques contrapuntiques, en particulier dans ses quatuors à cordes.
Dans ses œuvres vocales et programmatiques, son choix  de textes reflète souvent un message idéologique. Kaddish Requiem pleure les victimes de l'Indochine se référant à la guerre du Vietnam et sa violence . De même, le dernier mouvement de son Duo pour violoncelle et piano est un mémorial aux attaques du World Trade Center du 11 septembre 2001. Ses œuvres, notamment Kaddish Requiem et Visions of Terror et Wonder, combinent parfois  des textes religieux issus de traditions diverses. 
Les interprètes avec lesquels Wernick a souvent travaillé incluent le Quatuor Juilliard, le Quatuor EmersonDavid Starobin, Mstislav Rostropovich, Jan DeGaetani, Lambert Orkis et Gregory Fulkerson. 
Les œuvres de Wernicke sont publiées pour une grande partie par Theodore Presser. La plupart de ses manuscrits sont détenus par les collections spéciales de la Bibliothèque Van Pelt de l'Université de Pennsylvanie. Cette collection contient également des partitions annotées de premières et de créations d'autres compositeurs que Wernick a dirigées.

## Discographie
Les œuvres de Wernicke ont été présentées par Bridge Records, un label fondé par le guitariste David Starobin. Ses œuvres ont également été enregistrées par Deutsche Grammophon, Nonesuch Records, Centaur Records, Compositeurs Recordings, Inc., et Albany Records.
Musique de Richard Wernick, Bridge Records 9303
- Quintet pour cor et quatuor à cordes, William Purvis, Juilliard String Quartet
- Da'ase pour guitare, David Starobin
- String Quartet No. 6, Colorado String Quartet
- Trochaïques Trot, David Starobin
- Le nom du jeu, David Starobin, international Ensemble contemporain, Cliff Colnot, chef d'orchestre

- Duo pour violoncelle et piano, Scott Kluksdahl, violoncelle, Noreen Cassidy-Polera, piano. Centaur Records 2765: Navires sonores
- Piano Sonata No. 2, Lambert Orkis. Records Pont 9131: De Marteaux à Bytes
- Une prière pour Jérusalem, Mezzo-Soprano et Percussion, Jan DeGaetani et Glenn Steele. Compositeurs Recordings, Inc. (New World Records) S-344.
- Songs of Remembrance: Quatre chansons pour Shawm, Cor anglais, hautbois et Mezzo-soprano, Jan DeGaetani et Philip Ouest. Nonesuch Records CD 71342.
- Cadences et Variations II pour violon solo, Gregory Fulkerson. New World Records CD 80313: Cadences et Variations
- Cadences et Variations III pour Violoncelle Solo, Scott Kluksdahl. Compositeurs Recordings, Inc. (New World Records) CD 762:
- Les lignes pour alto  Solo
- Musica Ptolemica for Brass Quintet, Châtaigne Brass Company. Albany Records TROY 233: Contemporary Music for Brass Quintet
- String Quartet No. 4, Emerson String Quartet. Deutsche Grammophon 437 537-2: Contemporains américains
- Da'ase pour guitare, David Starobin. Bridge Records CD 9084: Newdance: 18 New Dances for Guitar Solo
- Piano Sonata No. 1: Réflexions d'un Dark Light, Lambert Orkis. Bridge Records CD 9003: Lambert Orkis joue la musique de Crumb et Wernick CD Richard Wernick Bridge Records 9082

- Concerto pour piano et orchestre, Lambert Orkis, piano; Symphony II, Richard Wernick, chef d'orchestre.
- Concerto pour violon et orchestre, Gregory Fulkerson, violon; Symphony II, Larry Rachleff, chef d'orchestre.

- Contemporary Chamber Players, Richard Wernick, chef d'orchestre, Neva Pilgrim. Compositeurs Recordings, Inc. (New World Records) S-379 (également CD 817)

- Haiku de Basho pour soprano, flûte, clarinette, violon, contrebasse, deux percussions, piano et bande.
- Moonsongs des Japonais pour Soprano et deux pistes pré-enregistrées de Soprano voix, ou Trois Sopranos Solo.

- Kaddish-Requiem: Un service séculaire pour les victimes de l'Indo-Chine, contemporain Chamber Ensemble, Arthur Weisberg, chef d'orchestre, Jan DeGaetani, mezzo-soprano. Nonesuch Records CD 79222: Spectrum: New American Music
- A Poison Tree pour flûte, clarinette, violon, violoncelle, piano et soprano, 20th Century Consort, Christopher Kendall, chef d'orchestre, Lucy Shelton, soprano. Smithsonian Collection N027
- A Poison Tree pour flûte, clarinette, violon, violoncelle, piano et soprano, Syracuse New Music Ensemble, Neva Pilgrim, soprano. Spectrum Documents SR-183
- Concerto pour alto: Ne pas aller en douceur, Walter Trampler, alto, Pro Arte Chamber Orchestra of Boston, Leon Botstein, chef d'orchestre. Compositeurs Recordings, Inc. (New World Records) CD 618[7]

## Prix et récompenses
- 2006: Compositeur de l'année (Classical Recording Foundation)
- 2000: Alfred I Dupont Award
- 1992: Kennedy Center Friedheim Award, 2e Place[8]
- 1991: Kennedy Center Friedheim Award, 1re Place
- 1986: Kennedy Center Friedheim Award, 1re Place
- 1982: National Endowment for the Arts Composition Grant
- 1979: National Endowment for the Arts Composition Grant
- 1977: Prix Pulitzer de musique
- 1976: Guggenheim Fellowship
- 1976: National Institute of Arts and Letters Music Award
- 1976: Naumberg Recording Award
- 1975: National Endowment for the Arts Composition Grant
- 1962-64: Ford Foundation Composition Grants